# Bizonyítási teher
A bizonyítási teher azt határozza meg, hogy a bírósági és közigazgatási eljárásokban melyik félnek kell bizonyítania az általa állított tényeket, körülményeket ahhoz, hogy a kérelmének, érdekeinek megfelelő bírósági vagy közigazgatási, hatósági határozat szülessen.
Törvény előírhatja, hogy a hatóság a határozatát kizárólag valamely bizonyítási eszközre alapozza, továbbá törvény vagy kormányrendelet meghatározott ügyekben kötelezővé teheti valamely bizonyítási eszköz alkalmazását, illetve előírhatja valamely szerv véleményének a beszerzését.

## Polgári vagy munkaügyi perben
A polgári (munkaügyi) per eldöntéséhez szükséges tényeket általában annak kell bizonyítania, akinek érdekében áll, hogy a bíróság azokat valónak fogadja el. Az ingatlan-nyilvántartásban feltüntetett adatokkal szemben a bizonyítás azt terheli, aki az adatok helyességét, valósággal egyezőségét vitatja.

## Büntető eljárásban
Büntető eljárásban a vád bizonyítása a vádlót terheli, s a kétséget kizáróan nem bizonyított tény nem értékelhető a terhelt terhére. A szabálysértési hatóság és a bíróság az ügy megítélése szempontjából lényeges körülményeket köteles tisztázni. Az eljárás alá vont személy nem kötelezhető ártatlanságának bizonyítására, felelősségének bizonyítása a szabálysértési hatóságot, illetőleg a bíróságot terheli.

## Közigazgatási eljárás során
Közigazgatási eljárásban a hatóság köteles a döntéshozatalhoz szükséges tényállást tisztázni. Ha ehhez nem elegendőek a rendelkezésre álló adatok, hivatalból vagy kérelemre bizonyítási eljárást folytat le, s ennek során szabadon választja meg az alkalmazandó bizonyítási eszközt.

## A bizonyítási teher átszállása
Különleges törvényi rendelkezések folytán a bizonyítási teher átszállhat a kérelmezőről a másik félre. Így például a magyar védjegytörvény (1997. évi XI. törvény) szerint védjegyoltalom használati hiánya miatti megszűnése iránti eljárásban a védjegyjogosultnak kell bizonyítania, a kérelmezőnek pedig elég csak állítania, hogy a védjegyét az országban a törvény előírásai szerint használta.